# Raspat
En cirurgia, el raspament o raspatge consisteix en l'ús d'una ronyeta o cureta per a eliminar teixit de l'úter mitjançant raspament o culleratge. Pot utilitzar-se per a obtenir una biòpsia d'una massa per a determinar si és un granuloma, neoplàsia, o altra classe de tumor. Pot utilitzar-se també pal·liativament per a reduir masses; en molts llocs també se segueix usant per a realitzar un avortament quirúrgic dins dels primers tres mesos o com tractament després d'un avortament espontani (en alguns llocs aquestes dues últimes intervencions es porten a terme amb l'ús de fàrmacs específics). Sol formar part de l'operació denominada dilatació i raspament, i sovint s'usa com terme equivalent d'aquesta operació.
En ginecologia, la dilatació i raspament (D i L) és un procediment que es realitza a cegues i en el qual, després de la dilatació del canal cervical amb un espècul, es procedeix a la neteja de la cavitat uterina. Després s'extrau el teixit endometrial per al seu examen.
Aquest procediment ha de realitzar-se en hospitals o clíniques i requereix anestèsia local o general (segons les condicions particulars de cada cas).

## Indicacions de raspament
Diagnòstic de càncer uterí, extracció de teixits després d'un avortament espontani, tractament de sagnats menstruals abundants, investigació d'infertilitat, tractament de sagnats profusos o irregulars, poliposis endometrial, engrossament uterí, dispositius intrauterins incrustats, sagnats post-menopàusics, sagnats anormals durant teràpia de reemplaçament hormonal.

## Riscos associats
Els riscos associats al raspament inclouen l'evacuació incompleta de productes de la concepció, la perforació de l'úter, els danys a l'endometri, les adhesions intrauterines o síndrome d'Asherman, els danys al  cèrvix, les infeccions de l'úter o de la zona pelviana i les hemorràgies. A més, comporta els riscos habitualment associats amb totes les operacions quirúrgiques i l'ús d'anestèsia general.